# Фельдбах (Штирія)
Фельдбах (нім. Feldbach (Steiermark)) — місто  в Австрії, у федеральній землі Штирія. 
Адміністративний центр округу Зюдостштаєрмарк. Населення міста 13 228 чоловік (станом на 1 січня 2017 року). 

## Населення
В результаті укрупнення адміністративних одиниць 1 січня 2015 року населення міста зросло в 3 рази. 

## Український слід в історії міста
Протягом квітня-травня 1945 року 1-а Українська дивізія УНА утримувала фронт проти Радянської армії в районі міста та інших населених пунктів округу Зюдостштаєрмарк. Завдяки українським воякам місто не попало під радянську зону Окупації Австрії.
В місті загинув Недзвецький Микола — політв'язень польських тюрем, один із організаторів і командирів військових відділів ОУН(м) на Кременеччині.
На міському цвинтарі поховано кількох бійців дивізії, а також знаходяться поховання українців - вояків Австрійської армії, загиблих під час 1-ї Світової Війни. 
Відомі прізвища 18 похованих вояків дивізії:
- Ігор Калуський (30.6.1918 — 15.4.1945)
- Костянтин Кокодинський (3.6.1920 — 7.5.1945)
- Іван Медвідь, Іван Кряминський (1924 — ?)
- Михайло Остапчук, Максим Бабик (16.8.1921 - 4.4.1945)
- Микола Воротюк (5.9.1924 — ?)
- хорунжий Володимир Кузь (8.3.1921 — 24.4.1945)
- Петро Паращак (28.5.1925 — 2.5.1945)
- Григорій Футь (28.1.1915 — 18.3.1945)
- Степан Сенів (29.1.1923 — 18.3.1945)
- Володимир Скоропад (28.2.1928  — 18.3.1945)
- Іван Мельниченко (12.6.1926 — 23.3.1945)
- Василь Гайдук (11.5.1919 — 8.5.1945)
- Осип Метень (21.3.1910 — ?)
- Дмитро Похик (? - 15.4.1945)
- Богдан Гондрук (4.7.1924 — 21.4.1945)
- Теодор Шкаврин (1.6.1927 - 1.4.1945)[3]

В центрі міста, біля кафедрального собору, споруджено пам'ятник воїнам 1-ї Української дивізії УНА. У 2018 році значки дивізії «Галичина» були вилучені з пам'ятників.

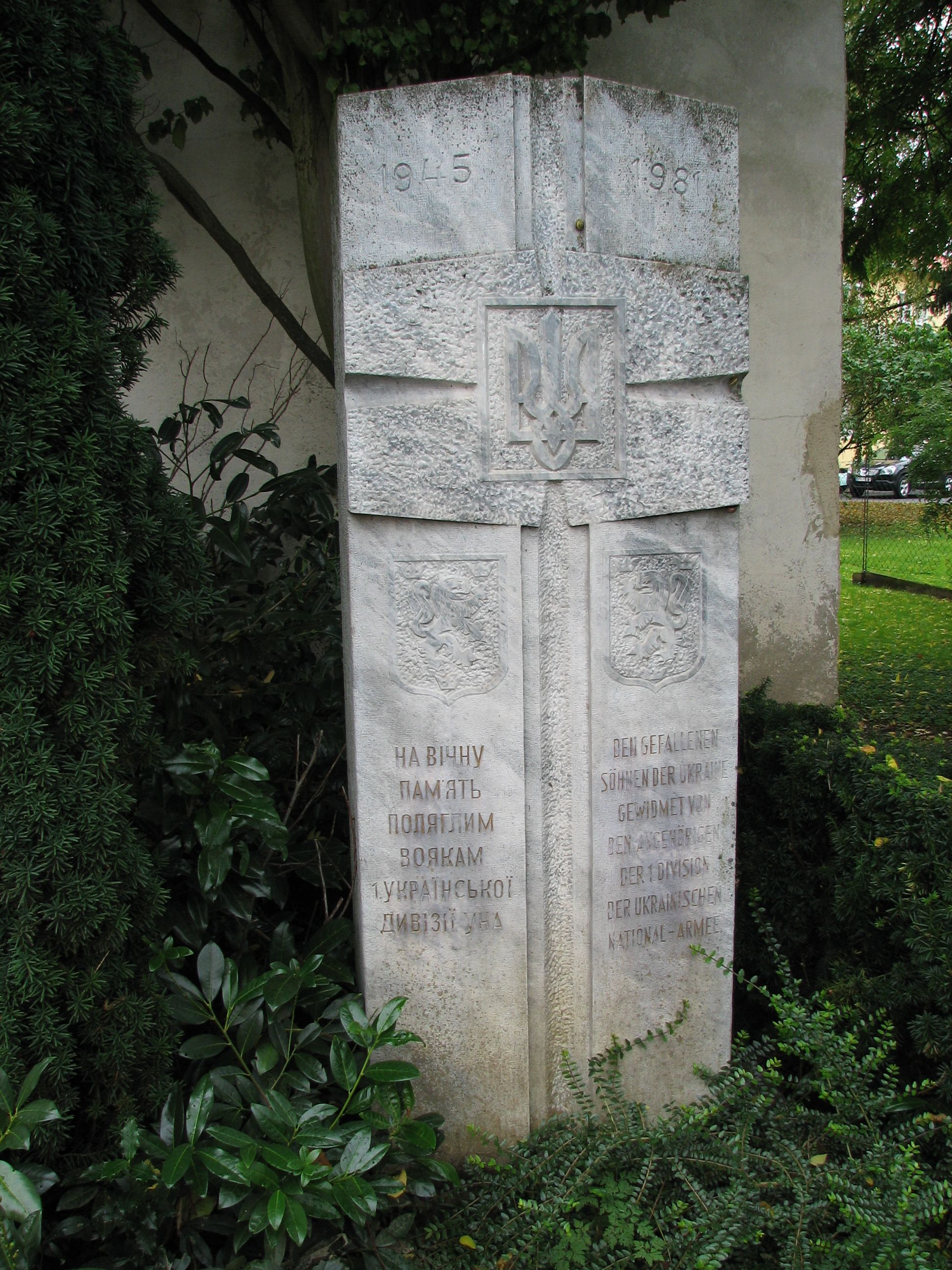
Пам'ятник воякам 1-ї Української дивізії УНА
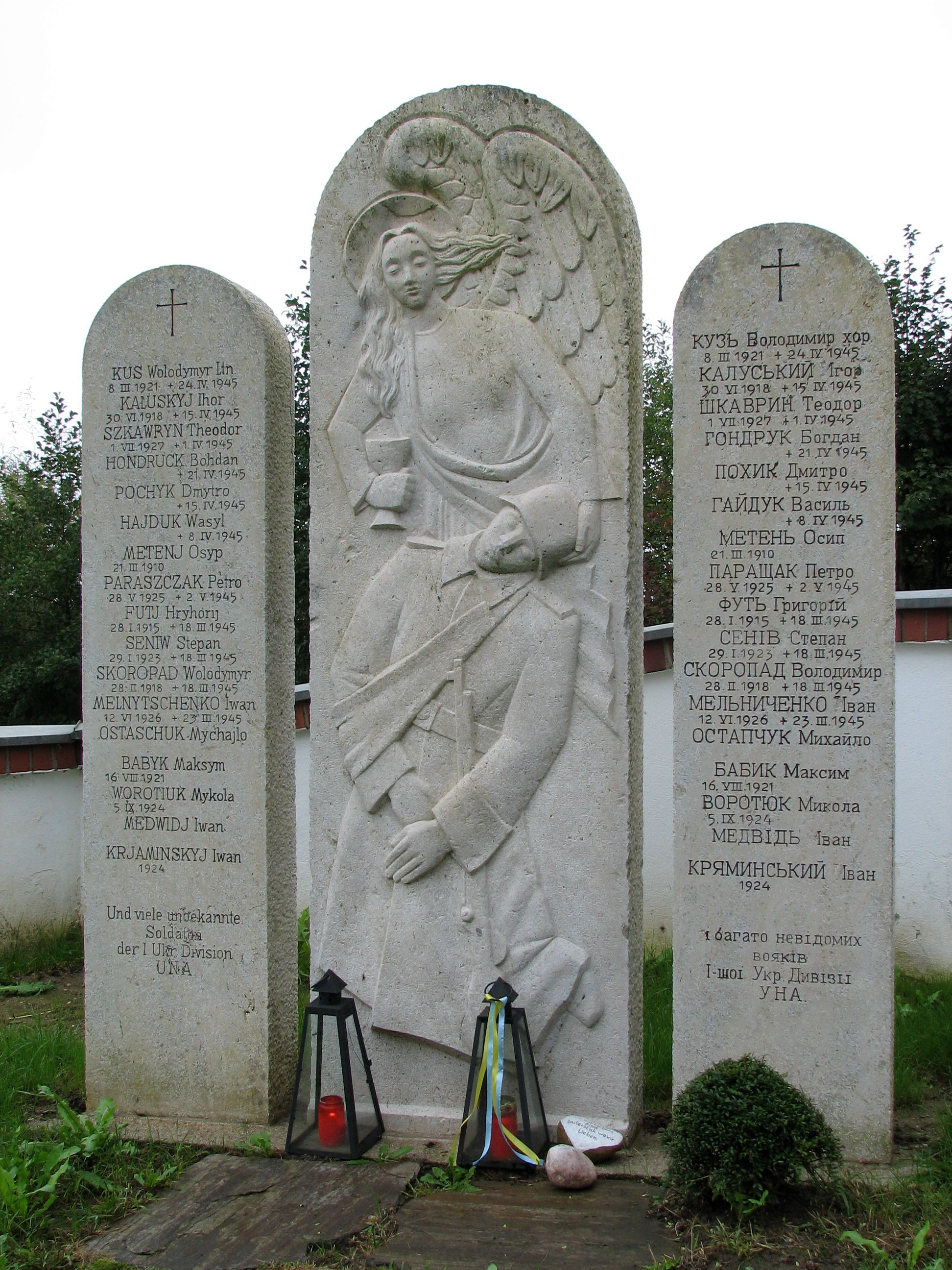
Поховання українських вояків на міському цвинтарі
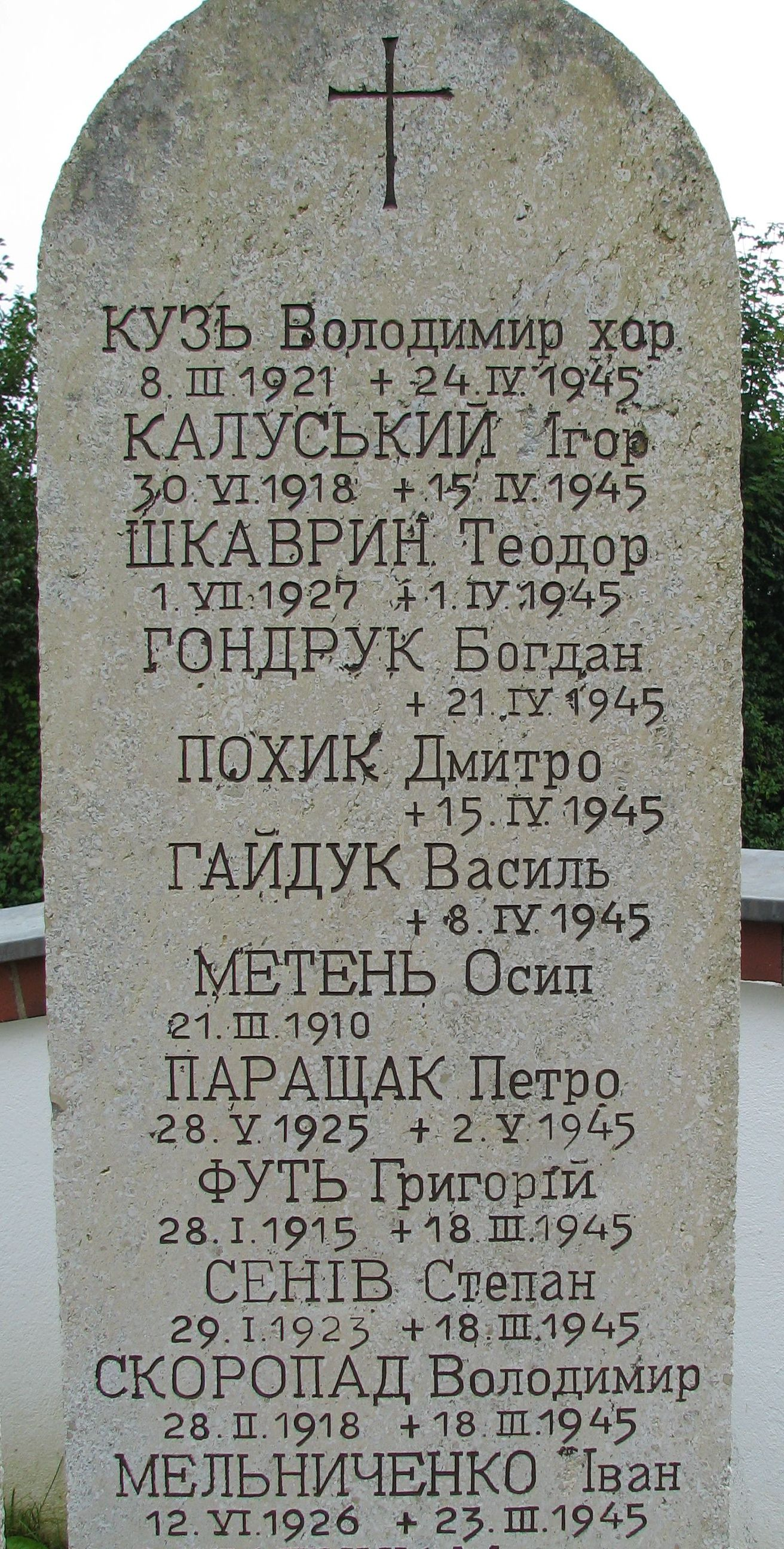
Написи українською мовою на пам'ятнику
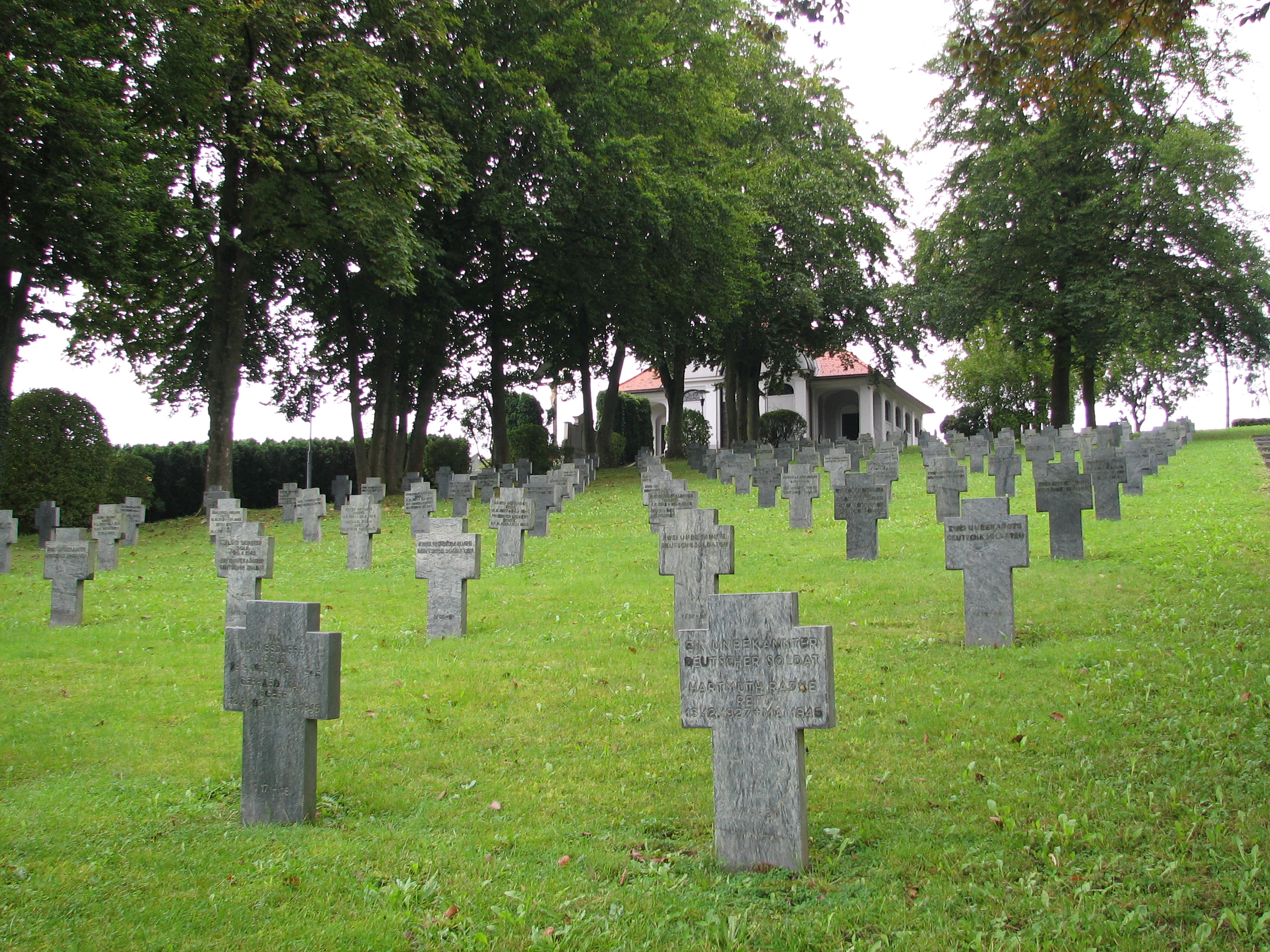
Поховання вояків 1-ї Світової, серед яких багато українських прізвищ
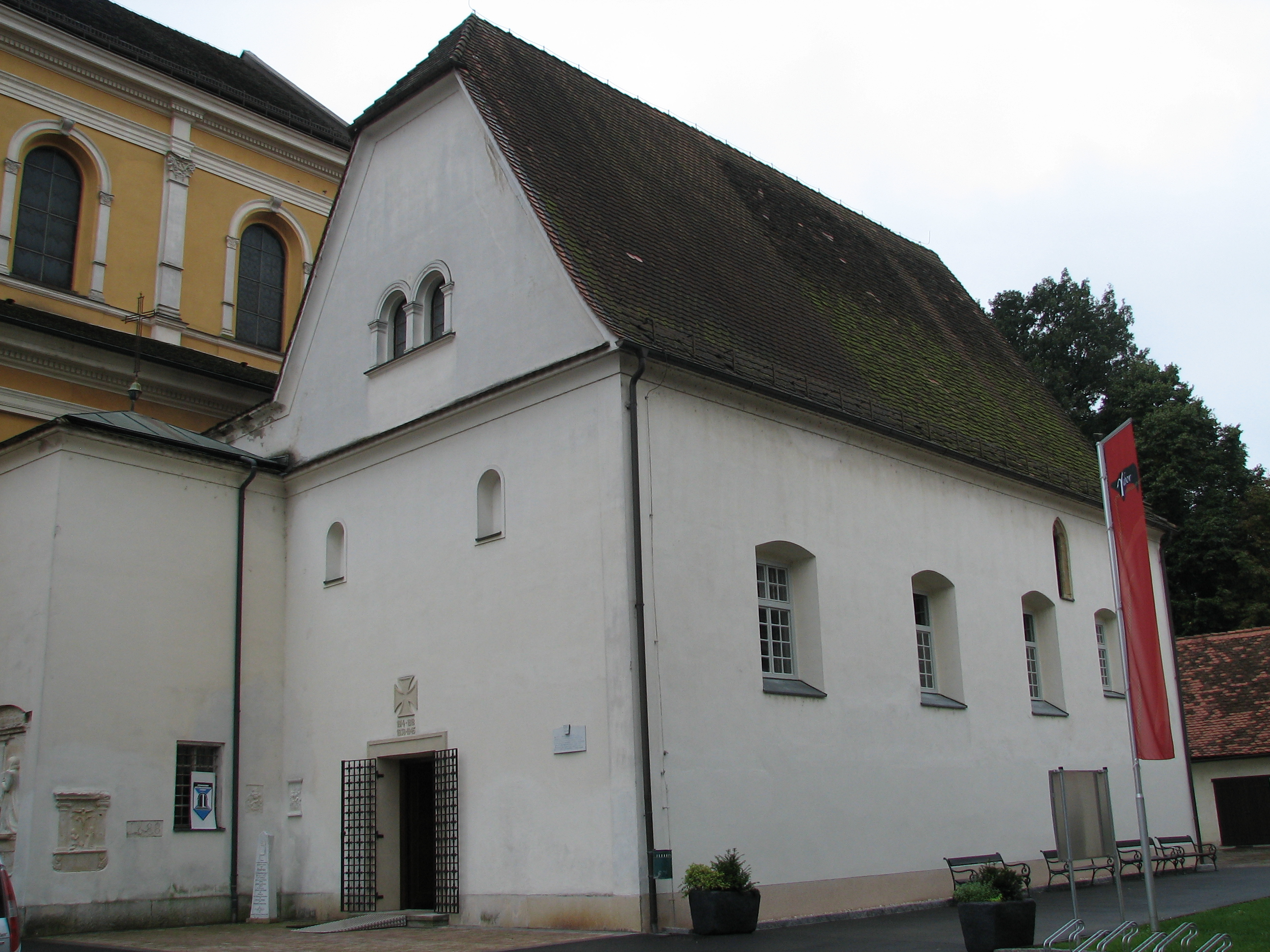
Каплиця, у якій знаходиться меморіальна дошка українським воякам
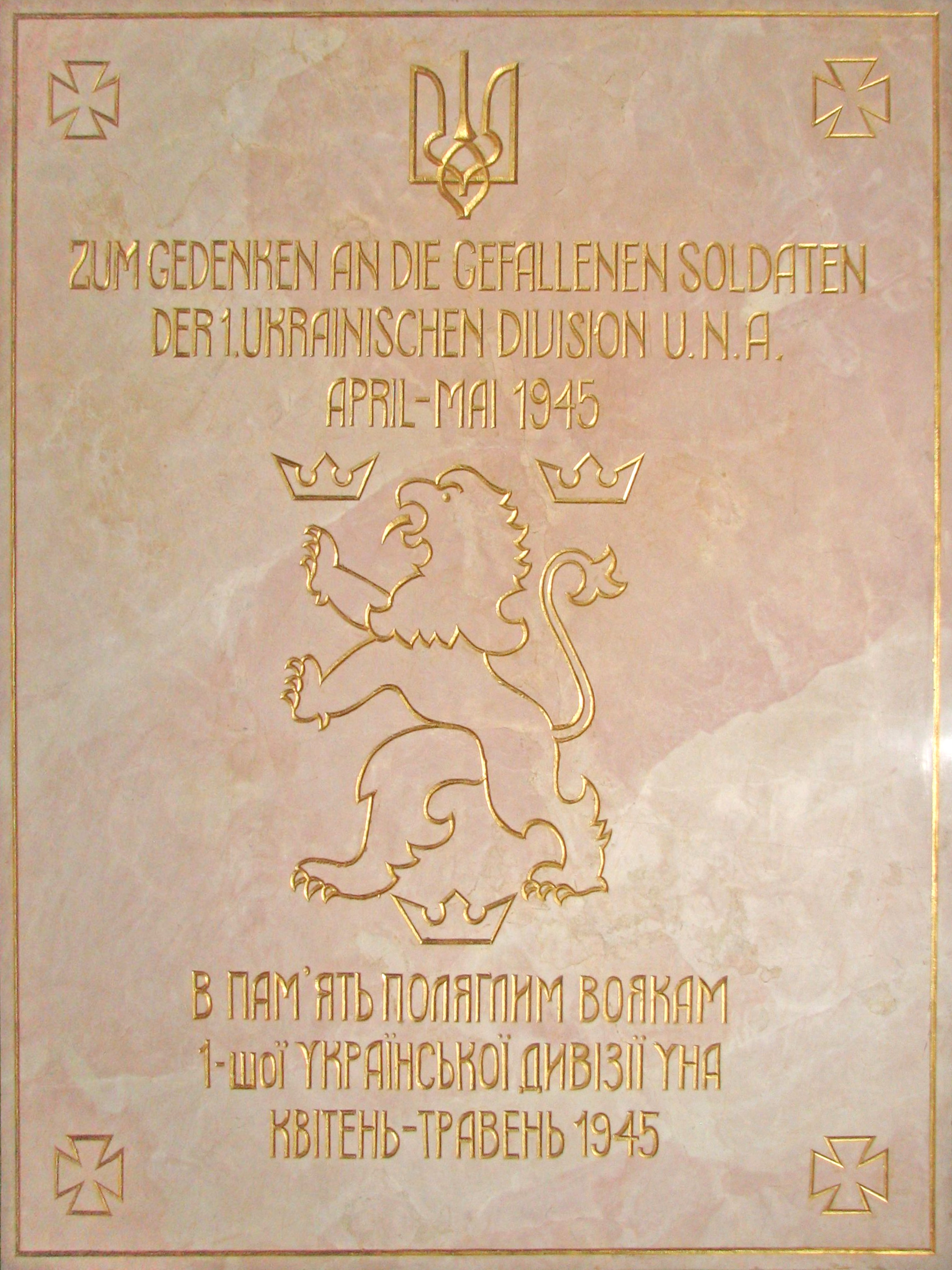
Меморіальна дошка